# Chrysopetalidae
Chrysopetalidae é uma família de poliquetas de vida livre, bentônicos. Caracterizados por apresentarem fileiras de cerdas achatadas e douradas (páleas), que o dorso desses animais quase completamente.

## Caracterização
Chrysopetalidae são anelídeos marinhos de hábitos predatórios, que se enterram no substrato marinho, formando túneis e galerias. São encontrados em todo o mundo entre 65ºN a 65ºS , principalmente em zonas costeiras, associados a rochas, corais e bancos de areia. Também já foram registradas espécies em fontes hidrotermais e emanações frias, no sudeste do oceano Pacífico, bem como em zonas abissais . São animais dióicos e de fertilização externa, com larvas plantônicas e adultos bentônicos. 

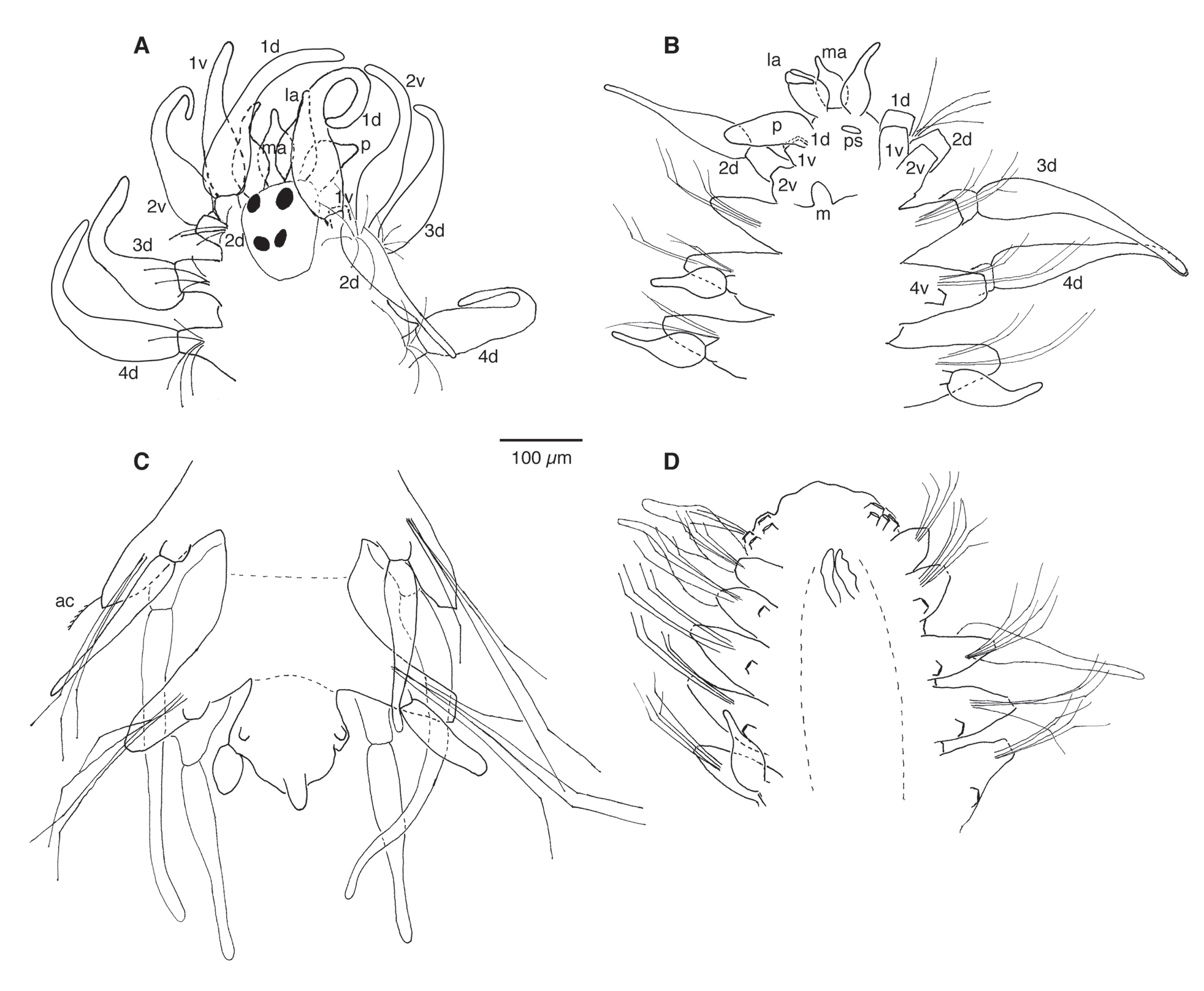
Regiões posterior e anterior, em vista dorsal e frontal, de Dysponetus joeli. ac: cerda acessória. d: dorsal (cirro). la: antena lateral. ma: antena mediana. m: apêndice bucal. p:
palpo. ps: cicatriz de palpo. v: ventral (cirro). Os números
correspondem ao segmento. Por: Darbyshire T. 2012.

## Morfologia
O corpo destes anelídeos é alongado, delgado e achatado com cerca de 40-300 segmentos. Os parapódios são birremes, com ramos bem separados eapoiados por acículas. Os notopódios formam sulcos dorsolaterais largos e baixos, com cerdas (páleas) douradas e achatadas, formando fileira transversal, cobrindo quase todo o dorso destes animais. Abaixo ou lateralmente a estas páleas, estão localizados pequenos cirros dorsais. Os neuropódios são curtos e subcônicos com cirros ventrais curtos e afilados. O prostômio é pequeno, oval e pode se retrair nos segmentos anteriores, ficando parcial ou totalmente oculto. Apresentam três pequenas antenas, um par de palpos ventrais e, normalmente, um par de olhos. O primeiro segmento é bastante reduzido e sem cerdas, com um ou dois pares de cirros tentaculares. O segundo segmento pode ser unirreme, somente com notopódios. A boca ventral é envolvida pelos segmentos III a V. A faringe é eversível e muscular, geralmente provida de um par de estiletes quitinosos. Pigídios com um par de cirros anais .
Em Dysponetus, as cerdas são delgadas e não achatadas. Elas são mantidas eretas e curvadas sobre o dorso. Membros do gênero Paleanotus podem apresentar uma carúncula posterior .

## Diversidade
A família e engloba 81 espécies divididas em 26 gêneros .